# Cirrophorus furcatus
Cirrophorus furcatus é uma espécie de anelídeo pertencente à família Paraonidae.
A autoridade científica da espécie é Hartman, tendo sido descrita no ano de 1957.
Trata-se de uma espécie presente no território português, incluindo a sua zona económica exclusiva.